# Gymnogeophagus
Gymnogeophagus – rodzaj słodkowodnych ryb z rodziny pielęgnicowatych (Cichlidae) zaliczany do grupy „ziemiojadów” – ryb przesiewających ziemię w poszukiwaniu pożywienia.
Występują w Ameryce Południowej. Pojawiły się w eocenie (Gymnogeophagus eocenicus).

## Klasyfikacja
Gatunki zaliczane do tego rodzaju:
- Gymnogeophagus australis
- Gymnogeophagus balzanii - ziemiojad wielkogłowy[potrzebny przypis]
- Gymnogeophagus caaguazuensis
- Gymnogeophagus che
- Gymnogeophagus constellatus[4]
- Gymnogeophagus gymnogenys
- Gymnogeophagus jaryi[5]
- Gymnogeophagus labiatus
- Gymnogeophagus lacustris
- Gymnogeophagus lipokarenos[4]
- Gymnogeophagus mekinos[4]
- Gymnogeophagus meridionalis
- Gymnogeophagus missioneiro[4]
- Gymnogeophagus peliochelynion[6]
- Gymnogeophagus pseudolabiatus[4]
- Gymnogeophagus rhabdotus
- Gymnogeophagus setequedas
- Gymnogeophagus taroba[7]
- Gymnogeophagus terrapurpura[8]
- Gymnogeophagus tiraparae
- †Gymnogeophagus eocenicus – wymarły, eoceński gatunek[2]

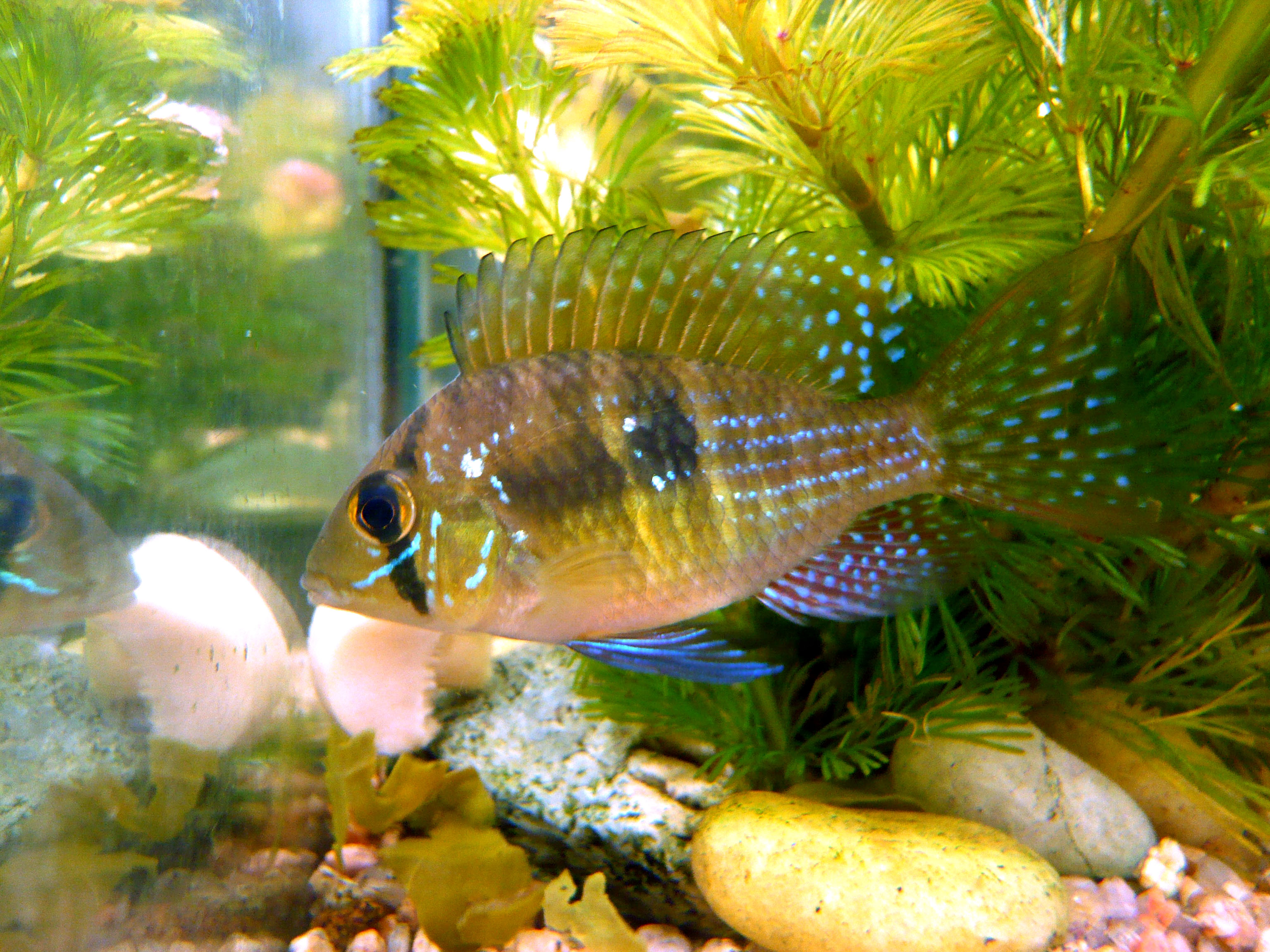
Gymnogeophagus meridionalis

Gatunkiem typowym rodzaju jest Gymnogeophagus cyanopterus (=Gymnogeophagus balzanii).